# PPZR Grom
Il Grom, il cui nome completo è PPZR Grom (in polacco: Przenośny Przeciwlotniczy Zestaw Rakietowy Grom, che significa "tuono"), è un MANPADS ovvero un sistema di difesa aerea portatile di produzione polacca, progettato per distruggere aerei a bassa quota, aeroplani, elicotteri e velivoli senza pilota.
Basato sul missile terra-aria a infrarossi (SAM) 9K38 Igla, è costituito da un missile antiaereo da 72 mm con una velocità di volo di 650 m/s, nonché da un lanciatore monouso, un'impugnatura riutilizzabile e un'unità elettrica del gruppo di raffreddamento della batteria termica.
In quanto tale, il missile Grom è utilizzato da altri sistemi di difesa terra-aria di design polacco, tra cui ZSU-23-4MP Biała, ZUR-23-2 kg e il sistema di artiglieria semovente Poprad. Non deve essere confuso con le versioni del missile aria-superficie Zvezda Kh-23 costruito su licenza in Jugoslavia/Serbia come Grom-A e Grom-B.

## Storia
Inizialmente almeno dagli anni '70 la MESKO metalmeccanica a Skarżysko-Kamienna produceva in serie missili terra-aria sovietici Strela-2M (SA-7 Grail), designati in Polonia come Strzała-2M. Tuttavia, quando questi divennero obsoleti alla fine degli anni '80, i progettisti principali prepararono i lavori per produrre un design sovietico più moderno, il 9K38 Igla (SA-18 Grouse). Tuttavia, la Polonia ha lasciato il blocco sovietico nel 1990 e la licenza è stata rifiutata, lasciando così la Polonia senza MANPADS moderni a portata di mano.
Per questo motivo, alla fine del 1992 vari uffici polacchi e uffici di progettazione (tra cui l'Istituto militare di tecnologia degli armamenti con sede a Zielonka, l'Università di tecnologia militare WAT e lo Skarżysko Rocket Design Bureau) iniziarono a lavorare su un nuovo design simile a Igla. Questi sarebbero stati aiutati dai servizi segreti polacchi in grado di acquistare i piani di progettazione del sistema missilistico Igla 9K38 originale negli stabilimenti LOMO di Leningrado (l'odierna San Pietroburgo) durante i disordini seguiti alla dissoluzione dell'Unione Sovietica. Nel 1995 è entrato in servizio il primo lotto (contrassegnato come GROM-1). Comprendeva una serie di componenti russi importati. Alla fine degli anni '90 questi furono sostituiti con elementi interamente progettati in Polonia.
Il 1º gennaio 2013, Bumar Amnicja ha prodotto il suo 2000º set di missili Grom.
Grom è stato successivamente migliorato in quello che divenne noto come il Piorun, con un nuovo sistema di ricerca e un motore a razzo.

## Sviluppo
Il sistema è progettato per essere azionato da un soldato. È costituito da un missile monostadio, un lanciatore tubolare monouso, un meccanismo di avviamento e un alimentatore a terra. Il proiettile del razzo utilizza propellente solido. Il sensore di puntamento a infrarossi è raffreddato con azoto liquido. Ci sono opzioni per l'identificazione amico o nemico e termovisione.

## Impiego operativo
Il Grom è stato utilizzato dalle forze terrestri polacche dal 1995. Viene anche esportato in altri paesi, tra cui la Georgia. INFnfatti, 30 lanciatori e oltre 100 missili furono usati nella guerra russo-georgiana. Secondo i comunicati stampa durante la guerra russo-georgiana, i missili GROM di fabbricazione polacca hanno preso di mira aerei ed elicotteri russi circa 20 volte. Sono stati lanciati 12 missili di cui 9 hanno colpito i loro bersagli e molto probabilmente hanno abbattuto un Su-25.
Alla fine del 2008 la stampa russa ha affermato che il personale dell'esercito russo aveva trovato missili GROM polacchi in Cecenia. La stampa polacca ha immediatamente reagito accusando la Russia di fabbricare prove che collegano la Polonia a quel conflitto, sostenendo che i missili sono stati spostati dai territori delle repubbliche separatiste russe della Georgia alla Cecenia.

## Utilizzatori
Georgia
- Forze Terrestri georgiane

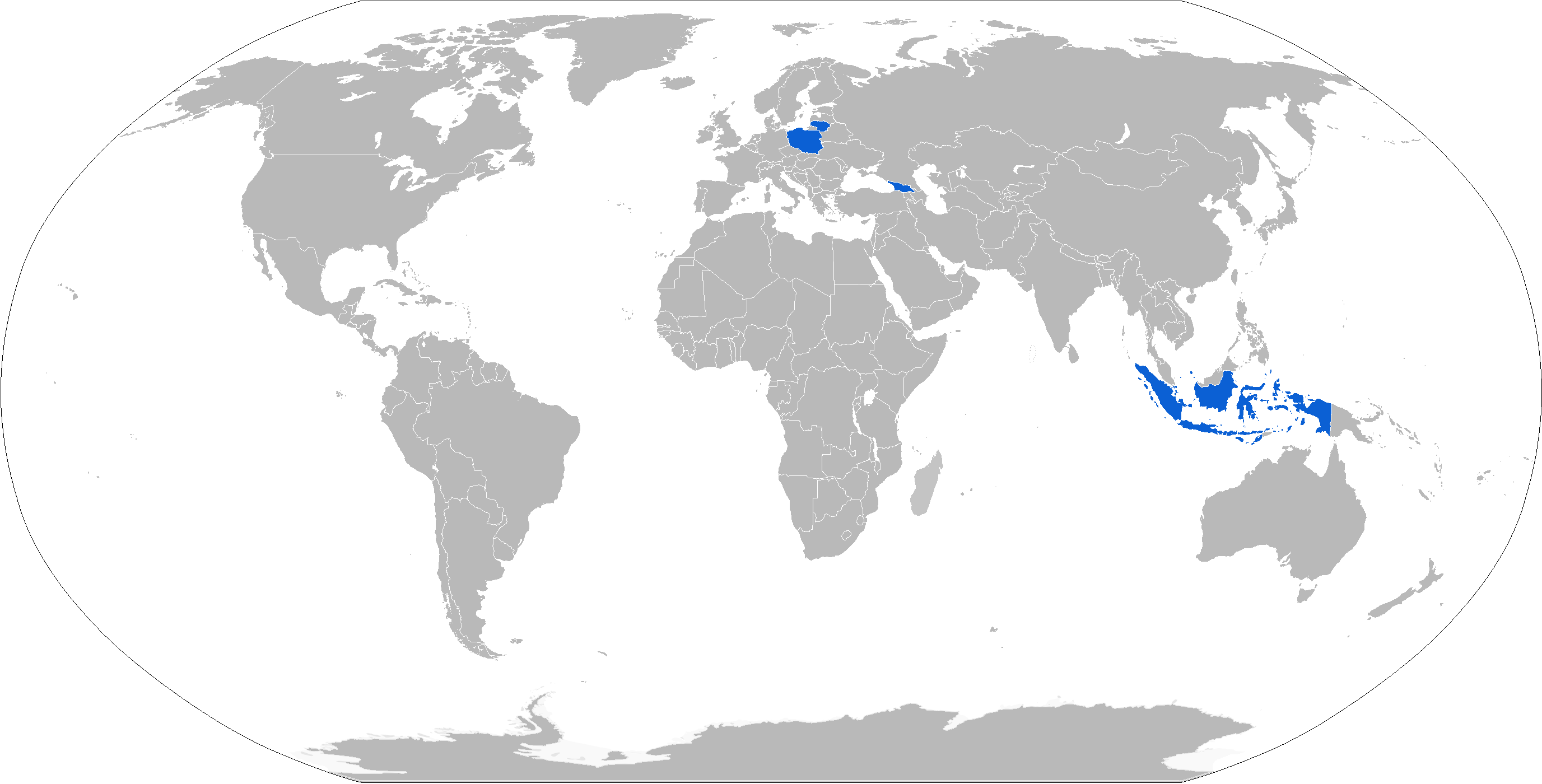
Operatori del Grom in blu

ha acquistato 30 lanciatori e 100 missili nel 2007.
 Lituania
- Lietuvos kariuomenės Sausumos pajėgos

acquisita nel 2014.
 Indonesia
L'esercito indonesiano ha acquistato circa 152 missili Grom come parte del sistema Kobra (Aster) V-SHORAD, inclusi quattro lanciatori mobili Poprad, 12 lanciatori ZUR-23-2 kg-I e 76 missili consegnati nel 2007 e il secondo sistema di questo tipo ordinato nel 2006.
 Polonia
Acquistati circa 400 lanciatori e 2000 missili della versione Grom. Sono sostituiti da 420 lanciatori e 1300 missili della versione Piorun.
 Stati Uniti
- US Army

acquistato 120 missili.

### Possibili utilizzatori
Giappone
1 lanciatore e 5 missili, acquistati nel 2010 per essere testati.
 Perù
Nel marzo 2012, il Perù ha scelto i vincitori di un concorso da 140 milioni di dollari inteso ad aggiornare i propri sistemi di difesa aerea, scegliendo tra gli altri 50 lanciatori Grom e sei lanciatori mobili Poprad. Tuttavia, non ci sono segnalazioni che l'accordo sia stato finalizzato.
 Russia
Catturata quantità sconosciuta di lanciatori in Georgia (un lanciatore è stato inviato ai separatisti in Ucraina).